# Ще бъда там
„Ще бъда там“ (на английски: I'll Be There) е трагикомедия от 2003 г. на режисьора Крейг Фъргюсън, който също участва във филма с певицата Шарлот Чърч в нейния филмов дебют.